# Madrigal aux muses
Madrigal aux muses (Frans voor: Madrigaal op de Muzen) op. 25 is een eendelig werk voor driestemmig vrouwenkoor a capella van de Franse componist Albert Roussel uit 1923. De zetting is voor 2 groepen sopranen en 1 groep alten. Het lied staat in D majeur. De tekst is een gedicht van Gentil Bernard (1708-1775) uit  La Lyre enchantée (1748). Het werk is opgedragen aan Poul Schierbeck, een Deens componist. De eerste uitvoering was op 6 februari 1924 in de Salle Pleyel door de Groupe Nivard.

## Tekst
Souffrez les amours sur vos traces,
Muses, souvenez-vous toujours
Que l'esprit est sans les amours
Ce qu'est la beauté sans les grâces.
C'est à l'Amour qu'il faut céder;
Quel autre charme nous arrête?
L'esprit peut faire une conquête;
Mais c'est au coeur à la garder.